# Rio Bulza
O Rio Bulza é um rio da Romênia afluente do Rio Peştiş, localizado no distrito de Timiş,

Arad.